# Universidad de Fortaleza
La Universidad de Fortaleza (UNIFOR) es una universidad privada ubicada en Fortaleza, estado de Ceará, Brasil. 

## Historia
Creada en 1973, fue fundada por el Grupo Edson Queiroz a iniciativa del propio Edson Queiroz.
La UNIFOR ofrece actualmente 40 programas de grado. En el área de posgrado, ofrece seis cursos de Maestría (Administración, Ciencias Médicas, Derecho Constitucional, Informática Aplicada, Psicología, Salud Pública) y cinco cursos de doctorado (Derecho, Administración, Informática, Psicología y Biotecnología). También ofrece decenas de cursos de especialización.

## Estructura

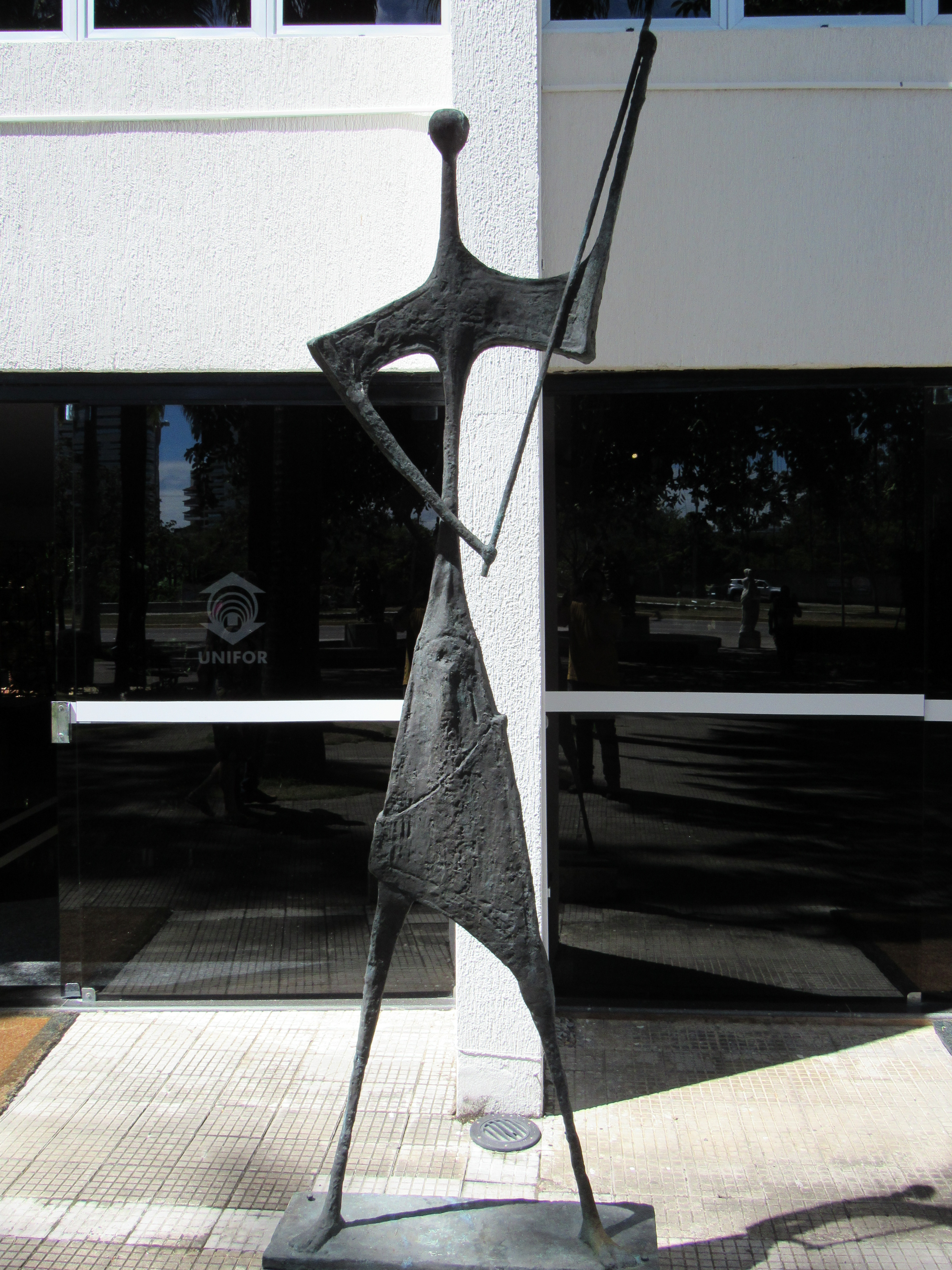
Escultura de Bruno Giorgi en el exterior del Espaço Cultural.

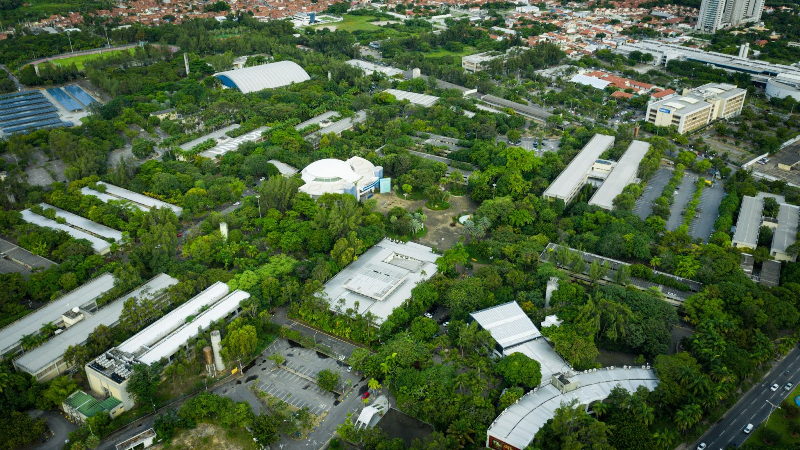
Campus de la Universidad de Fortaleza a vista de pájaro.

Ubicado en el barrio Edson Queiroz, en la avenida Washington Soares, el campus tiene más de 720 000 m² y cuenta con alrededor de 300 aulas, 230 laboratorios y varios auditorios equipados para videoconferencias. 

### Biblioteca Central
La biblioteca central cuenta con más de 95 000 títulos y espacios individuales y grupales.

### Espacio cultural
Inaugurado en 1988, ocupa una superficie de 1.200 m². Ha acogido grandes nombres del arte mundial, como Miró, Rembrandt o Rubens, así como artistas de renombre local y nacional.

### Teatro Celina Queiroz
Recibe producciones locales, nacionales e internacionales, con espectáculos de teatro, música y danza. Tiene capacidad para 300 plazas.

### Centro de Atención Médica Integrada

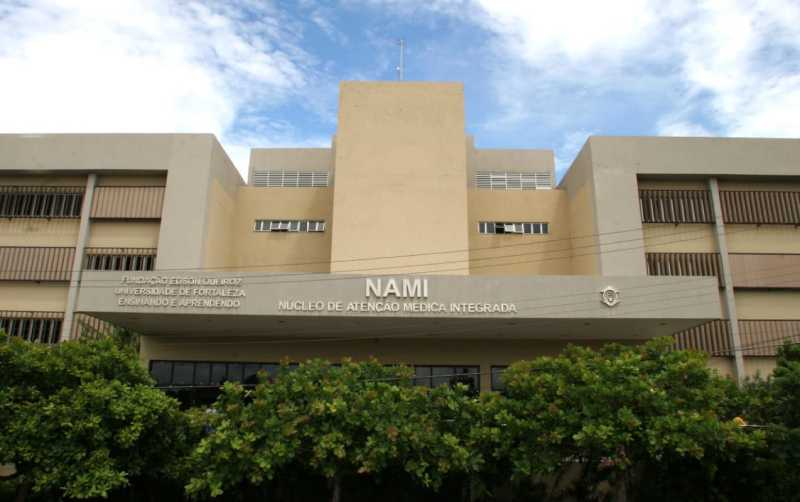
Núcleo de Atención Médica Integrada (NAMI) - Unifor

Con atención médica gratuita y de calidad, realiza más de 430.000 actuaciones al año y atiende a alrededor de 50.000 personas. Centro de investigación avanzada y campo de prácticas para estudiantes en el campo de la Salud y la Psicología.

### Núcleo de Biología Experimental (Nubex)

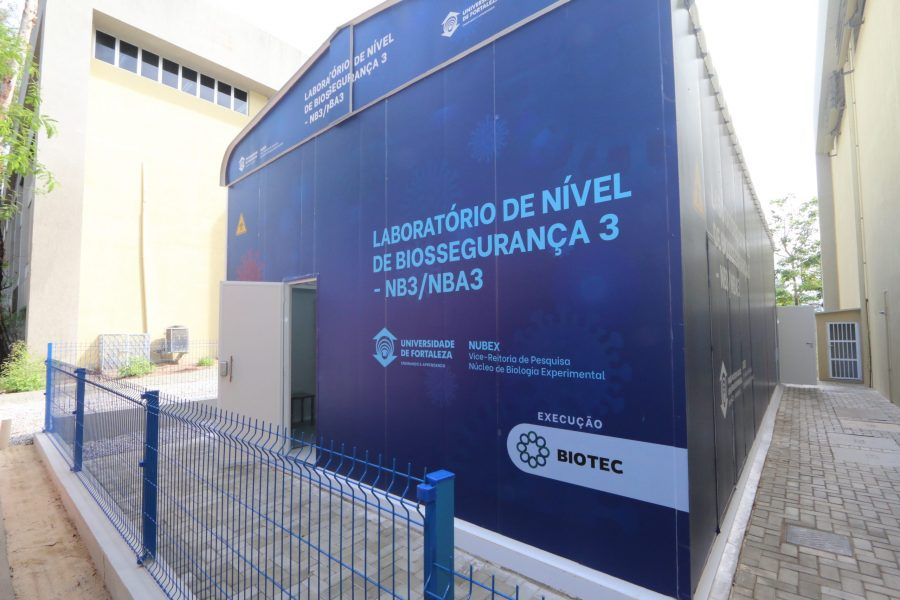
Laboratorio de Bioseguridad Nivel 3 - Nubex

El Núcleo de Biología Experimental (Nubex) es un centro de investigación para estudios de pregrado y posgrado. Abrió sus puertas en marzo de 2013 y actúa en las áreas de investigación, innovación y desarrollo para diversos segmentos, principalmente salud, alimentación, farmacia y educación.
La investigación se desarrolla desde una perspectiva multidisciplinaria en las áreas de ciencias biológicas y de la vida. El Centro también actúa como unidad de apoyo a las maestrías institucionales en Ciencias Médicas, Enfermería y Odontología y al doctorado en Biotecnología de la Red de Biotecnología del Nordeste (Renorbio), además de los programas de posgrado de los Institutos de Ciencia y Tecnología (ICT) asociados.

### Otros
- Estadio de atletismo[6]
- Gimnasio multideportivo
- Academia
- Canchas de tenis
- Piscina semiolímpica
- Campo de fútbol
- Empresas júnior

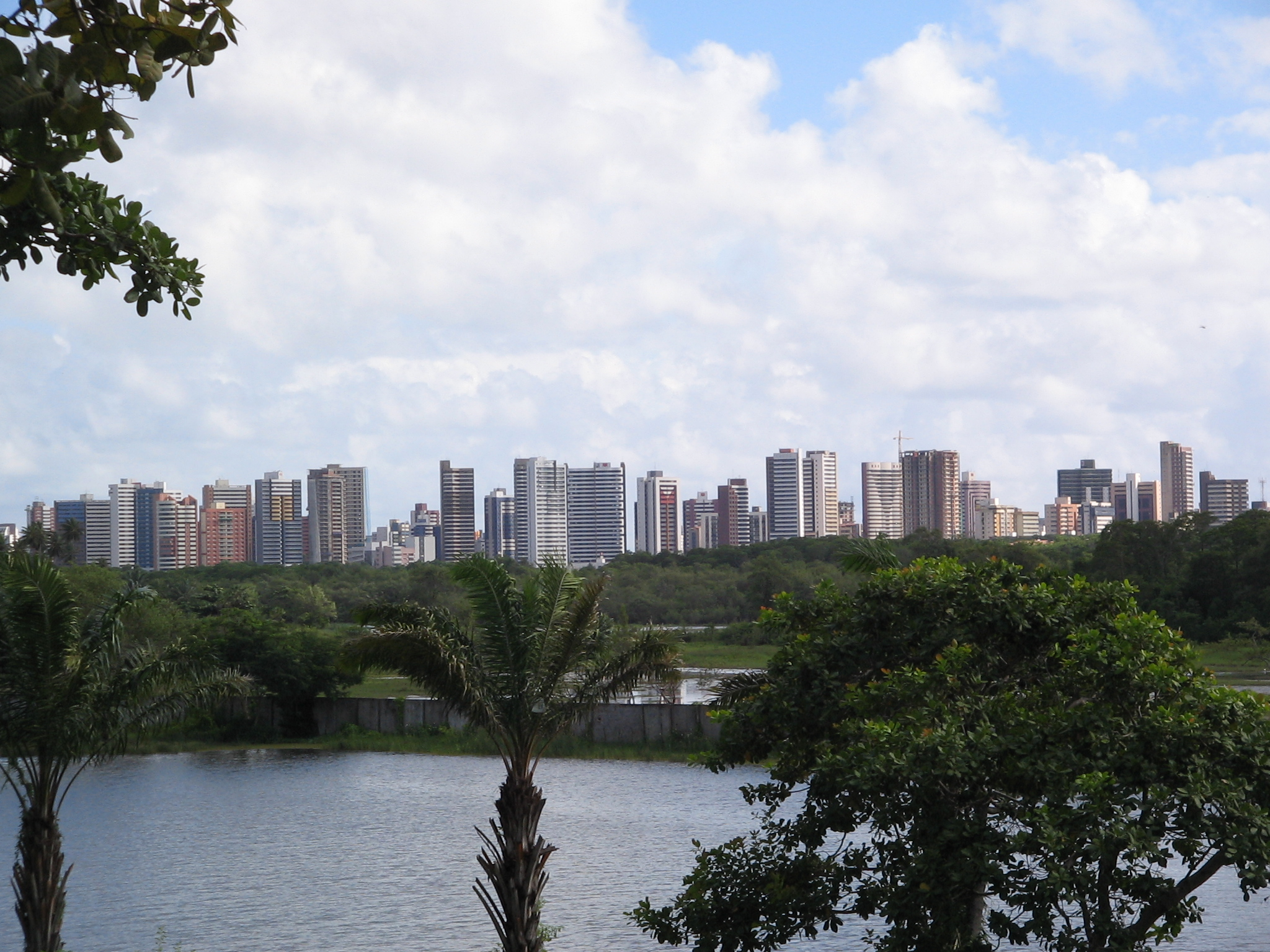
Campus del lago UNIFOR

- Centro de aplicaciones de tecnología de la información[7]
- Centro de comunicación integrado
- Centro de Tecnología de Combustión
- TV Unifor